# 木本挙国
木本 挙国（きもと きよくに、1939年4月3日 - ）は大阪府出身のプロゴルファー。
叔父の木本三次、遠い親戚の木本与もプロゴルファー。

## 来歴
中学生の頃は土日に茨木カンツリー倶楽部へアルバイトに行き、洗濯係であった杉原輝雄が洗面所と風呂場のタオルを干している姿をよく見ていた。
高校卒業後の1958年に茨木CCへ研修生として入社し、同期には宮本省三がいた。木本や宮本ら研修生は1日の日当が僅か200円であったため、10日ほど預けて、まとめて貰っていた。
木本と宮本が入社した頃は杉原がプロ成り立ての頃で、杉原が利用客とラウンドしている日は、木本と宮本は練習が終わった後に茨木駅前で待っていて、後から杉原が来て食事を奢ってくれるのが楽しみであった。
茨木CC時代はプロテストに通らず、1962年からは上京して霞ヶ関カンツリー倶楽部に移籍し、1963年に合格。
1964年の日本オープンでは戦前の予想で若手代表として優勝候補に挙げられ、最終日の混沌とした優勝争いの中で猛追。15、17番バーディーで通算1オーバーの2位に浮上し、18番パー4の第3打アプローチもピンに向かって伸びていったが、一瞬沈みかけたかに見えたボールはピンに弾かれてグリーン上で止まり、陳清波（中華民国）と並んで杉本英世の2位タイに終わる。　　
1967年の日本オープンでは初日に前半のパー5で2つのバーディーを取り、14番では第2打を直接入れるイーグルなど3アンダーをマークし、橘田規と共に首位で並んだ。　　
1973年には日本のプロ競技で初めて行われたチャリティートーナメント「ソニーチャリティークラシック」に出場し、初日に8バーディ、64のコースレコードをマークした首位の森憲二から1打差の2位に着け、2日目にはイレネオ・レガスピ（フィリピン）と並んで通算11アンダー133で首位に立った。3日目には75を叩いて西田升平・杉原・吉川一雄・宮本と並んでの7位タイに後退するが、最終日には杉原・鷹巣南雄と並んでの3位タイに浮上してフィニッシュ。
1989年の関西プロを最後にレギュラーツアーから引退し、同年には第1回スターツシニアで初代チャンピオンとなり  、賞金ランクでも5位に入る。
1990年にはアーバネットカップ世界シニアを制し、1992年はミサワリゾートシニアで鈴村久と並んでの3位タイ、名古屋テレビカップでは謝敏男（中華民国）・戸川一郎と並んでの6位タイ、日本シニアオープンでは鈴村・松井功・松田司郎と並んでの9位タイ、緑営グループ杯シニアでは内田繁・小川貞雄と並んでの5位タイに入る。
レギュラーでも1990年のデサント大阪オープンでは初日を杉原・山本善隆・金山和雄・堀内工・松井角次・楠本研と共に68をマークして5位タイでスタートし、最終日も68をマークして曽根保夫と並んでの3位タイに入った。
1993年は第一生命カップシニアでは8位タイ、日本プロシニアでは郭吉雄（中華民国）・安田春雄と並んでの10位タイに入る。
1994年はミズノシニアクラシックで内田・金井清一・菊地勝司・橘田光弘と並んでの7位タイ、HTBシニアクラシックでは鷹巣と並んでの6位タイに入り、2002年のPGAフィランスロピービッグライザックシニアを最後にシニアツアーを引退。

## 主な優勝
- 1989年 - スターツシニア
- 1990年 - アーバネットカップ世界シニア